# Renova (conferentiecentrum)
Renova is een internationaal conferentiecentrum van het Lectorium Rosicrucianum in Bilthoven in de Nederlandse provincie Utrecht. Het biedt faciliteiten voor bijeenkomsten met ruim 700 deelnemers en is gelegen nabij bossen en weilanden van Maartensdijk en Lage Vuursche. De naam verwijst naar innerlijke vernieuwing die de deelnemers aan de conferenties en symposia nastreven. 
Het gebouw is rond 1935 ontworpen en gebouwd door architect Hendrik Wijdeveld (1885-1987) om er een leef-werkgemeenschap voor de nieuwe tijd te stichten. De School van het Rozenkruis kocht het gebouw en de gronden eromheen in 1946. Sindsdien hebben er vele uitbreidingen en renovaties plaatsgevonden. Toespraken die in de tempel op Renova gehouden zijn door Jan van Rijckenborgh, zijn uitgegeven door Rozekruis Pers in zes boeken van de boekenserie Renova bibliotheek. De teksten van de voordrachten van symposia die worden georganiseerd op Renova vanaf 1998, worden uitgegeven in de Symposionreeks.